# Congregatie van Solesmes

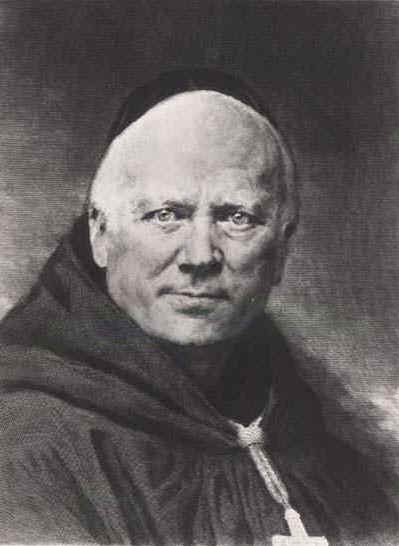
Dom Prosper Guéranger, osb, die aanstuurde op de oprichting van de congregatie.

De Congregatie van Solesmes  is een van de eenentwintig congregaties van de benedictijnse confederatie van de Orde van Sint-Benedictus.
Na de stichting van de Sint-Pietersabdij van Solesmes werd zij in 1837 opgericht door paus Gregorius XVI onder de naam « congregatie van Frankrijk ». De paus besliste dat deze congregatie de oude congregatie van Cluny, Sint-Vanne en Hydulphus en Sint-Maurus zou vervangen en hun privilegies zou overnemen waarvan ze erfgenaam was.

## Ontwikkeling

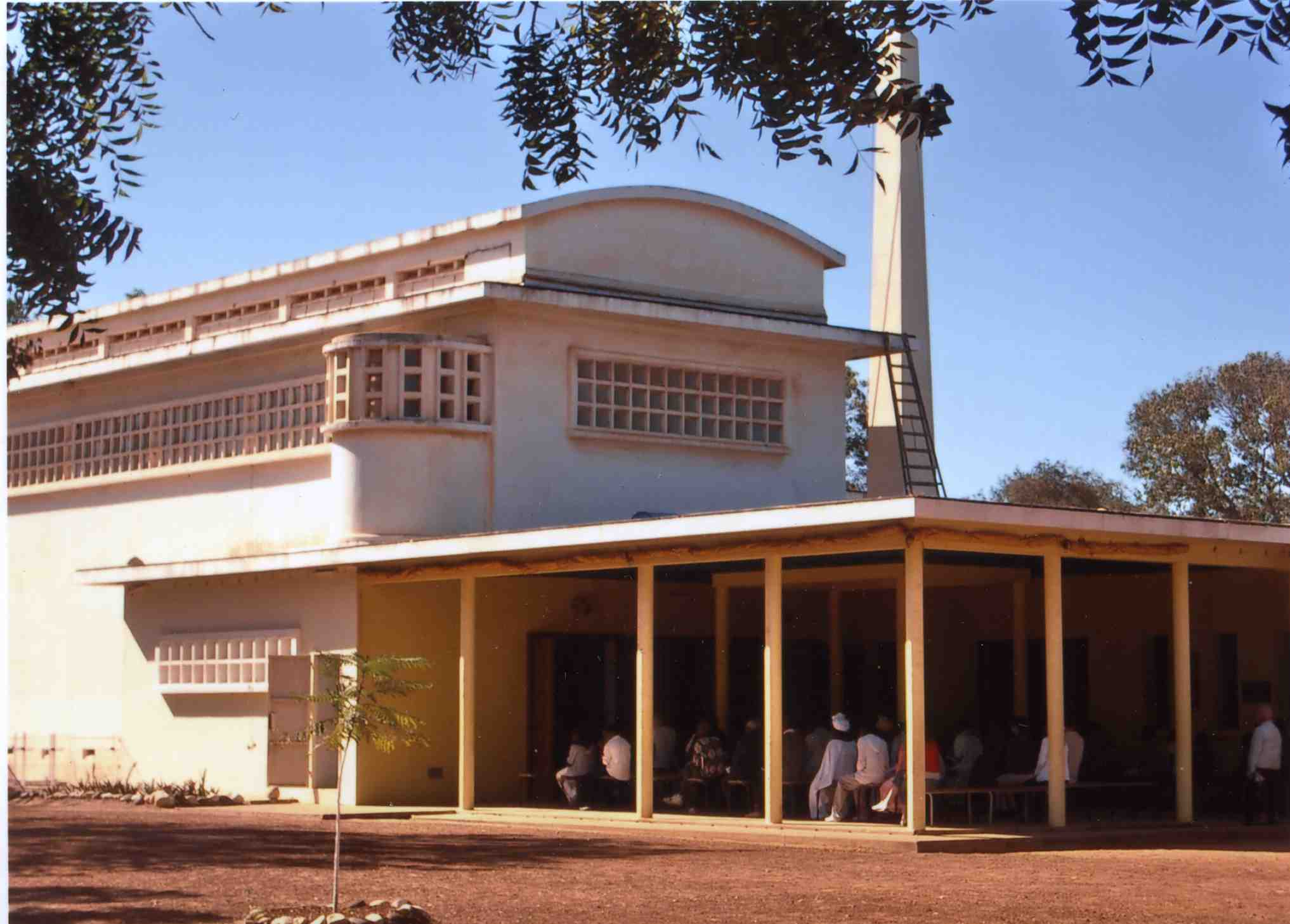
Abdij van Keur Moussa (Senegal)

De nieuwe congregatie verspreidde zich snel op het ritme van de opeenvolgende stichtingen van Solesmes en andere kloosters van de congregatie: Ligugé in 1853, Marseille (wat later Ganagobie werd) in 1856, Silos in 1880, Wisques in 1889, Clervaux in 1890, Sainte-Marie (te Paris) in 1893, Saint-Wandrille in 1894, Kergonan in 1897.
Onder druk van de anti-klerikale wet van 1901 zag het monastieke leven in Frankrijk zich bedreigd en leidde de congregatie tot verschillende stichtingen in hun ballingsplaatsen: Saint-Benoît-du-Lac (Québec) in 1912, Quarr (Isle of Wight, Engeland) in 1922 en Oosterhout, Sint-Paulusabdij in 1907.
Na de Tweede Wereldoorlog kon de abdij van Solesmes opnieuw stichtingen doen in Frankrijk: de Abdij van Fontgombault in 1947, in Senegal: Abdij Keur-Moussa bij Dakar in 1961, Palendriai (Litouwen) in 1998. Fontgombault stichtte op zijn beurt de Abdij van Randol in 1968, de Abdij van Triors, de Priorij Notre-Dame de Gaussan in 1994 en Clear Creek (Verenigde Staten) in 1999. De congregatie telt vandaag meer dan 915 monniken en monialen, waardoor ze een van de grootste benedictijnse congregaties is.

## Organisatie
In 2009 telt de congregatie 32 huizen waarvan 14 gesitueerd in Frankrijk, 4 in Spanje, 1 in Luxemburg, 2 in Groot-Brittannië, 2 in Canada, 1 in Nederland, 2 in Senegal, 2 in Guinee, 1 in Litouwen, 2 in de Verenigde Staten en 2 priorijen in Martinique.
Elk klooster is autonoom, maar zoekt elk op zijn manier een eenheid te vormen rondom de erfenis van dom Guéranger en dit onder het voorzitterschap van de abt van Solesmes. Met name de zorg voor de liturgie, zoals deze gestalte vindt in de gregoriaanse gezangen en voor sommige kloosters in de Tridentijnse ritus, staat hierbij centraal.

### Lijst van huizen
[cijfers van mei 2009]

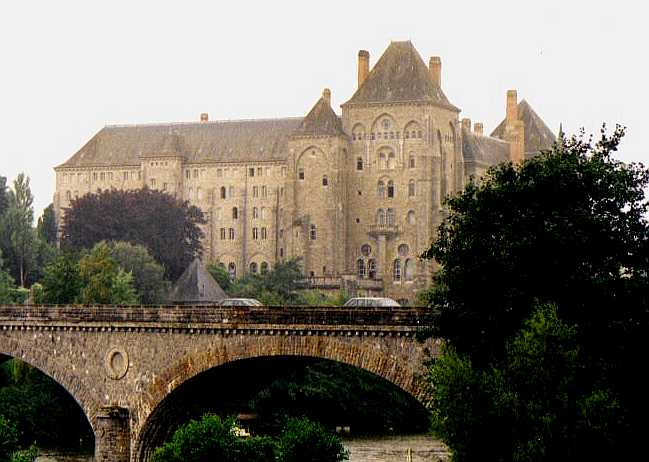
Sint-Pietersabdij te Solesmes.

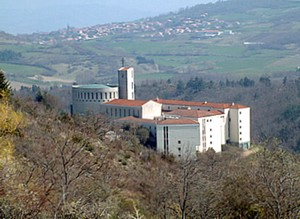
Abdij van Randol.

- Sint-Paulusabdij (1910) (Oosterhout, Nederland)
- Abdij Sint-Benedictusberg, ook wel Mamelis Abdij (gebouwd in 1962, abdijstatus sinds 1964) (Lemiers, Nederland)
- Sint-Pietersabdij te Solesmes (1010) 66 monniken
- Abdij Our Lady of the Annunciation of Clear Creek (1999) meer dan 40 monniken (Oklahoma, Verenigde Staten)
- Abdij van Sint-Maurice en Sint-Maur (Clervaux, Luxemburg)
- Abdij van Fontgombault 68 monniken
- Abdij van Ganagobie de Ganagobie 18 monniken
- Notre-Dame de Donezan (2007) (voordien Priorij Notre-Dame de Gaussan),
- Abdij Sainte-Anne de Kergonan (1897) 34 monniken
- Abdij Saint-Michel de Kergonan, 30 monniken
- Priorij de Keur Guilaye (Dakar, Senegal) 30 monniken
- Abdij van Keur Moussa (1963) (Senegal) 44 monniken
- Priorij Sainte-Marie-des-Anges (1977) (Le Carbet, Martinique) 16 monniken
- Klooster van Sint-Salvator de Leyre (Navarra, Spanje) 24 monniken
- Abdij Saint-Martin de Ligugé 28 monniken
- Priorij Notre-Dame de Montserrat te Madrid 8 monniken, afkomstig van Silos
- Priorij Saint-Benoît de Palendriai (Kelmė, Litouwen) 11 monniken, afhankelijkheid van Solesmes
- Abdij Sainte-Marie de Paris, rue de la Source, Parijs XVIe, 7 monniken
- Abdij Notre-Dame de Quarr (Île de Wight, Engeland) 11 monniken
- Abdij van Randol (1971) 40 monniken
- Abdij Sainte-Cécile de Ryde (1882) (Wight,Engeland) 30 monniken
- Abdij de Saint-Benoît-du-Lac (1912) (Québec, Canada) 47 monniken
- Abdij van Saint-Wandrille, 35 monniken
- Abdij Sainte-Marie-des-Deux-Montagnes (Sainte-Marthe-sur-le-Lac, Québec, Canada) 40 monniken
- Priorij Notre-Dame du Mont des Oliviers (Schœlcher, Martinique), afhankelijkheid van Solesmes
- Abdij Saint-Dominique de Silos (941) (Burgos, Spanje) 30 monniken
- Abdij Sint-Cecilia te Solesmes 50 monnialen
- Abdij van Triors 40 monniken
- Abdij Sint-Benedictusberg (1951) (Vaals, Nederland) 12 monniken
- Abdij van de Vallei van de Gevallenen (de la Sainte-Croix) (1958) (Vallei van de Gevallenen (Valle de los Caídos), Spanje) 27 monniken
- Klooster du Cœur Immaculé de Marie de Westfield 17 monniken (Vermont, Verenigde Staten), afhankelijkheid van Sainte-Marie-des-Deux-Montagnes
- Abdij Saint-Paul de Wisques (1889) 24 monniken
- Abdij Notre-Dame de Wisques (1889) 30 monniken
- Klooster Saint-Joseph de Séguéya (Conakry, Guinee) (2003) 9 monniken